# Saragüells

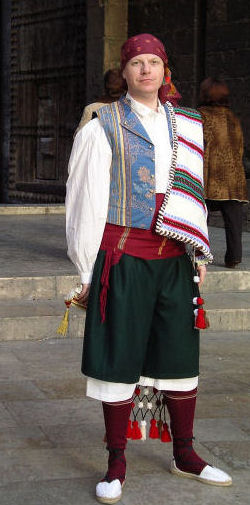
Vestimenta tradicional valenciana amb els saragüells

Els saragüells o camalets són uns calçons amples, de lli o de cotó, que cobrixen des de la cintura fins a la part superior dels genolls són de camals molt amples cenyits a la cintura per una cinta; duen unit un quadrat de tela a l'alçada de l'entrecuixa per a donar-li folgança i tenen plecs. Els portaven els llauradors de la zona litoral del País Valencià i de les Terres de l'Ebre, així com els habitants de l'Horta de Múrcia. És una peça de reminiscència morisca. Habitualment eren fets de teixit de llenç. A l'hivern es posaven els saragüells de negreta i de llana, més curts i no tan amples com els de lli; també es portava el saragüell blanc, i de vegades es podia portar també, un altre de més curt damunt, però d'un altre color.